# Michael Has
Michael Has (* 31. Januar 1959 in Bremen) ist ein deutscher Physiker, Menschenrechtsaktivist und Hochschullehrer an der Universität Grenoble sowie der Elitehochschule Grenoble INP.

## Biografie
Nach zwei Berufsausbildungen studierte Has Physik an der Universität Regensburg. Dort wurde er mit einer Arbeit im Bereich der Biophysik promoviert und verbrachte den ersten Teil seiner Karriere bei Fogra mit industrieller Forschung. Im Zuge dieser Tätigkeit gründete er die Vorgängerorganisation des International Color Consortium (ICC), dessen erster technischer Sekretär er war.
Im Folgenden wurde Has in verschiedene Aufsichts- und Beratungsgremien (z. B. bei Linotype) gewählt, hatte Vorstandspositionen inne und war in diversen Start-Up Unternehmen als Beirat tätig. Seine Arbeit zur Industrieentwicklung führte zu zahlreichen Veröffentlichungen im Bereich Farbmanagement, Workflow-Management und Marktentwicklung.
Ab seinem Wechsel zu Océ war Has dann in leitenden Positionen in der Forschung und Entwicklung sowie der weltweiten Portfolio-Planung und im Marketing tätig. 1996 trat er der École Française de Papeterie et des industries Graphiques (Grenoble INP) bei. 1998 wurde er durch die Universität Grenoble habilitiert, an der er seither als Distinguished Professor in den Bereichen Businessstrategie und Nachhaltigkeit lehrt. Nebenher besuchte Has die INSEAD Business School in Fontainebleau.
Stimuliert durch einen langen Aufenthalt bei Indianern in Kanada war und ist Has im Bereich Menschenrechte von Minderheiten aktiv. So war er viele Jahre lang Vorstandsmitglied der Gesellschaft für bedrohte Völker und des World Uranium Hearings. Seit dessen Gründung ist er außerdem Mitglied des Kuratoriums der Stiftung Vielfalt, seit 2020 deren Vorsitzender. Daneben beschäftigt er sich mit dem Themenkomplex Tourismusfolgen sowie mit Fragen der Ressourcenschonung und den Folgen exzessivem Rohstoffabbaus. In Verbindung mit seiner beruflichen Tätigkeit in der Druckindustrie führten ihn diese Interessensgebiete zur Arbeit und Forschung in den Bereichen Nachhaltigkeit, Ecodesign und Kreislaufwirtschaft (z. B. World Economic Forum, Arbeit über Circular Economy 2016). Einen besonderen Forschungsschwerpunkt stellt für Has dabei die Entwicklung eines flexiblen und individuell anpassbaren Werkzeugs zur Bestimmung und Bewertung des ökologischen Fußabdrucks von Industrieunternehmen und die daraus resultierenden Folgen für Politik, Umwelt und Gesellschaft dar. Die in diesem Zusammenhang gewonnenen Erkenntnisse fasste er in einem im Jahr 2022 erschienenen Lehrbuch zusammen.
Bei Océ leitete Has bis zu seinem Ausscheiden 2020 das Produktdesign und die Entwicklung des digitalen Etikettendrucksystems LabelStream 4000. Für seine Kombination aus ästhetischem Design mit einem hervorragenden Benutzererlebnis wurde das Drucksystem im Jahr 2019 mit dem renommierten iF Design Award ausgezeichnet.
Seit Februar 2022 ist Michael Has als Partner für eine in Düsseldorf ansässige Unternehmensberatung tätig.

## Sonstiges
Has wurde für Veröffentlichungen und die Gründung des ICC (engl. International Color Consortium) mit dem World Mac Award und dem Seybold Award für Innovation ausgezeichnet. Er ist Vertrauensdozent der Hans-Böckler-Stiftung, Düsseldorf.
Has hat zwei Kinder und lebt in einem Münchner Vorort.

## Veröffentlichungen (Auswahl)
- Kernresonanzmessungen an einem Modellsystem zur Untersuchung der hydrophoben Wechselwirkung bei hohen Drücken (Roderer, Regensburg 1991)
- Der neue Tourismus: Rücksicht auf Land und Leute (Beck, München 1990)
- Anforderungen an eine verfahrensunabhängige Druckvorstufe (Fogra, München 1997)
- Qualitätsmanagement in der Druckvorstufe (Fogra, München 1997)
- Prototypische Implementierung von Multimedia-Produkten für den Einsatz in Verlagen, Druck- und Vorstufenbetrieben (Fogra, München 1997)
- Sustainable Products - Life Cycle Assessment, Risk Management, Supply Chains, Eco-Design (De Gruyter, München/Grenoble 2022)